# Protomyces macrosporus
Espèce
Synonymes
- Entyloma microsporum (Unger) J.Schröt., 1874[1]
- Protomyces microsporus Unger, 1833[1]
- Protomyces macropus Unger, 1833[2]

Protomyces macrosporus est une espèce de champignons Taphrinomycetes (Fungi) productrice de galles sur les feuilles des Apiacées.

## Description
Les galles de Protomyces macrosporus se présentent sous la forme de petits renflements induits chimiquement. Elles mesurent de 1 à 15 mm de long et sont souvent nombreuses. Sur le limbe foliaires, elle forme des vésicules lisses et jaunâtres qui ressortent sur la surface supérieure alors que sur les nervures, les côtes médianes et le pétiole, la galle apparaît sous la forme de cloques fermes, vitreuses, jaune-blanc et souvent allongées. Les galles sont visibles du printemps à l'automne par les fortes courbures qu'elles provoquent sur les feuilles,.
Chaque galle produit des asques qui mesurent en moyenne de 60 à 70 μm de diamètre d'où naissent des ascospores mesurant 4,5 μm de long pour 3 μm de large. Elle produit également des spores asexuées nommées chlamydospores[réf. souhaitée].

Galles de Protomyces macrosporus
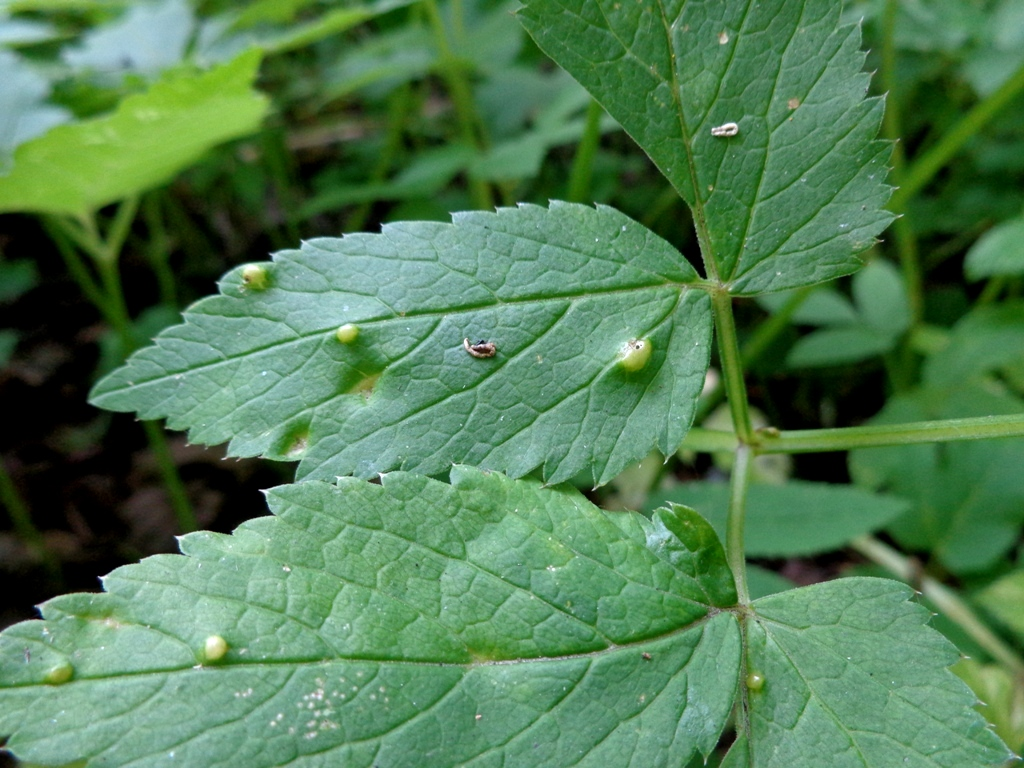
Vésicules sur une feuille d'Aegopodium podagraria.
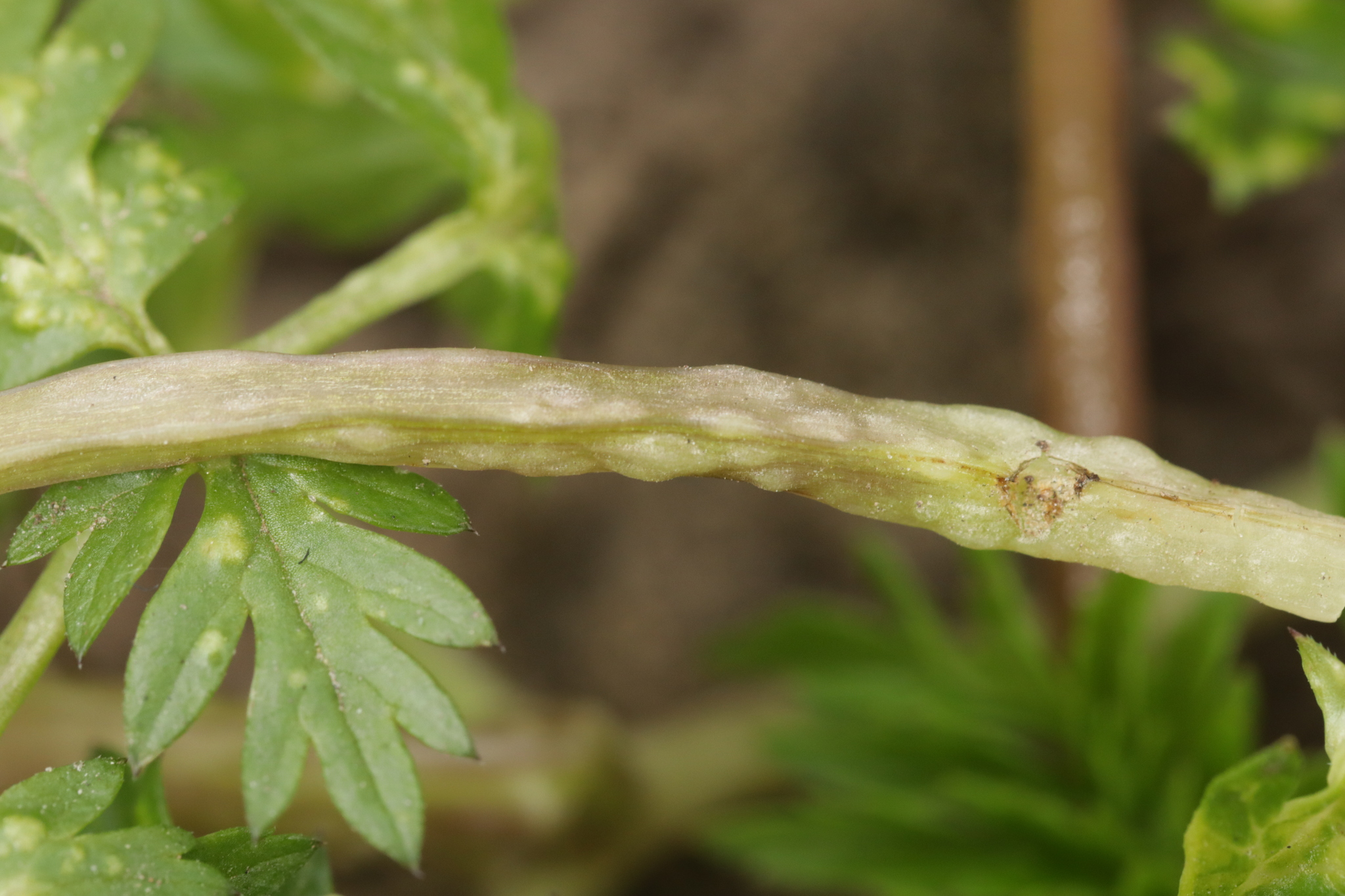
Cloques sur une tige d'Anthriscus sylvestris
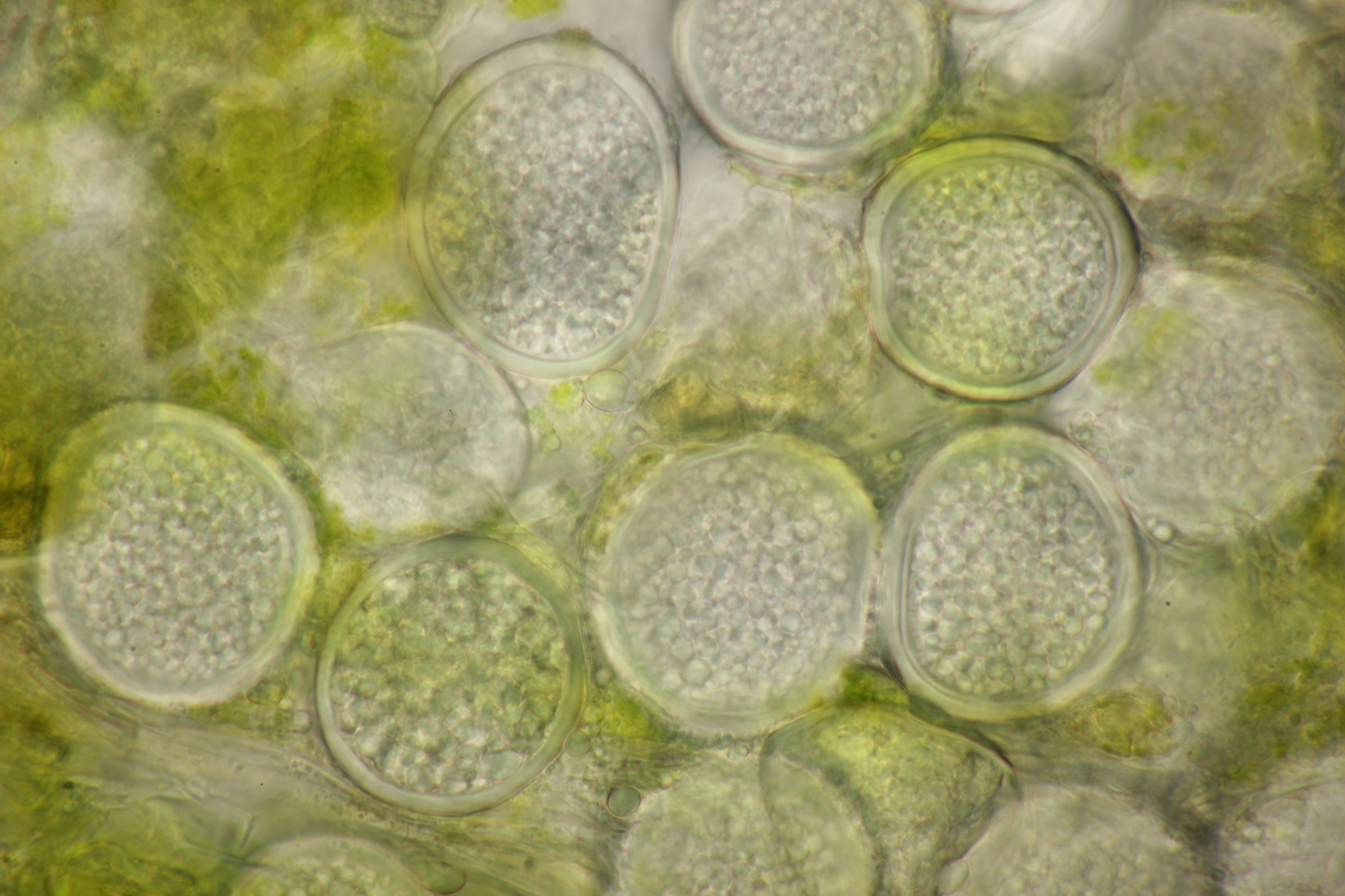
Asques globuleux

## Espèce proche
Puccinia aegopodii (de) est une espèce proche agent de la rouille qui présente des sores noires typiques à maturité.

## Répartition
Protomyces macrosporus est recensé en Écosse, en Irlande, en Norvège, au Danemark, en Suède, en Allemagne, en Amérique du Nord, en Afrique du Nord, au Népal et en Asie du Sud.

## Parasitisme
Protomyces macrosporus a pour plante hôte Aegopodium podagraria, Ammi majus, Angelica archangelica, Angelica sylvestris, Anthriscus caucalis, Anthriscus sylvestris, Athamanta cretensis, Berula erecta, Carum carvi, Chaerophyllum hirsutum, Chaerophyllum villarsii, Cicuta virosa, Conopodium majus, Coriandrum sativum, Daucus carota, Heracleum sphondylium et sa sous-espèce pyrenaicum, Laserpitium halleri, Laserpitium latifolium, Thysselinum lancifolium (sv), Ligusticum mutellina, Pachypleurum mutellinoides, Meum athamanticum, Myrrhis odorata, Oenanthe crocata, Oenanthe fistulosa, Pastinaca sativa, Peucedanum cervaria, Peucedanum ostruthium, Peucedanum palustre, Pimpinella major, Pimpinella saxifraga, Selinum carvifolia, Seseli libanotis, Seseli montanum, Sium latifolium, Torilis japonica, Trinia glauca.

## Impact agricole et lutte
La galle causée par Protomyces macrosporus est la maladie la plus grave et la plus répandue de la coriandre dans la vallée de Chitawan au Népal[réf. souhaitée].
Le meilleur fongicide pour lutter contre cette maladie semble être Trichoderma viride (en).